# Страховой рынок Российской Федерации
Страховой рынок Российской Федерации с одной стороны, является частью мирового страхового рынка и связан с ним через перестрахование, а с другой стороны в то же время является одним из секторов российской экономики.

## Начало
Россия унаследовала от СССР две крупные страховые компании— основанный в 1921 году Госстрах РСФСР (в 1992 году преобразован в Росгосстрах) и основанный в 1947 году Ингосстрах. Демонополизация и разгосударствление страхового рынка СССР были начаты в 1988 году — 26 мая 1988 года Верховный Совет СССР принял закон СССР № 8998-XI «О кооперации в СССР», который наделил кооперативы правом страховать своё имущество и имущественные интересы не только в органах государственного страхования. Также этот закон позволял кооперативам создавать свои собственные страховые компании, которые имели право самостоятельно определять условия, порядок и виды страхования. Совет Министров СССР 19 июня 1990 года издал постановление № 590 «Об утверждении Положения об акционерных обществах и обществах с ограниченной ответственностью и Положения о ценных бумагах», а 16 августа 1990 года — постановление № 835 «О мерах по демонополизации народного хозяйства», которые дали право конкурировать на страховом рынке государственным, акционерным, кооперативным страховым компаниям и обществам взаимного страхования. Однако появившиеся страховые кооперативы не имели ни финансовой, ни методологической основы для безубыточного страхования. Поэтому образование страхового рынка в России обычно относится к 1992 году, когда был принят закон «Об организации страхового дела в Российской Федерации» и создан орган надзора за деятельностью страховщиков— Госстрахнадзор России. Этот закон определил круг участников страхового рынка России — это страхователи, страховые организации (страховые и перестраховочные компании), общества взаимного страхования, страховые агенты, страховые брокеры, страховые актуарии, государственный орган страхового надзора и объединения субъектов страхового дела.

## Страховой рынок Российской Федерации в числах
Статистические данные о страховом рынке Российской Федерации без учёта обязательного медицинского страхования:
| Год  | Страховые премии, тыс. руб. | Страховые выплаты, тыс. руб. | Отношение выплат к премиям, % | Прирост сборов, % |
| ---- | --------------------------- | ---------------------------- | ----------------------------- | ----------------- |
| 2004 | 377 465 300                 | 205 758 000                  | 54,51                         |                   |
| 2005 | 350 376 697                 | 141 865 200                  | 40,49                         | -7,18             |
| 2006 | 407 100 000                 | 162 100 000                  | 39,82                         | 16,19             |
| 2007 | 486 100 000                 | 203 800 000                  | 41,93                         | 19,41             |
| 2008 | 555 000 000                 | 249 800 000                  | 45                            | 14,17             |
| 2009 | 513 650 000                 | 285 320 000                  | 55,55                         | -7,45             |
| 2010 | 558 030 000                 | 294 900 000                  | 52,85                         | 8,64              |
| 2011 | 665 020 000                 | 303 760 000                  | 65,88                         | 19,17             |
| 2012 | 812 469 018                 | 370 781 953                  | 45,64                         | 22,17             |
| 2013 | 904 863 559                 | 420 769 030                  | 46,5                          | 11,37             |
| 2014 | 988 772 587                 | 472 268 587                  | 47,76                         | 9,27              |
| 2015 | 1 023 819 318               | 509 217 477                  | 49,74                         | 3,54              |
| 2016 | 1 180 631 588               | 505 790 110                  | 42,84                         | 15,32             |
| 2017 | 1 278 841 595               | 509 722 126                  | 39,86                         | 8,32              |
| 2018 | 1 479 501 127               | 522 468 011                  | 35,31                         | 15,69             |

## Рост и падение числа страховых компаний
В 1992 году в России было 900 страховых организаций, в дальнейшем в течение нескольких лет это число увеличивалось, достигнув максимального значения в 1996 году — 2217. Такой бурный рост и последовавшее сокращение числа страховых компаний объясняется тем, что в 1990-е годы страхование стало использоваться многими бизнесменами для уклонения от уплаты налогов. Например, зарплату сотрудники получали в виде страховой выплаты по договору страхования жизни, заключённому работодателем в пользу сотрудника, по условиям которого страховым случаем является дожитие сотрудника до дня выплаты зарплаты. В 2000—2003 годах такой способ уклонения от налогов был обнаружен налоговыми инспекторами в одной трети субъектов Российской Федерации. При росте числа страховых организаций уменьшались такие показатели, как число страховых агентов на одну страховую организацию и объём взносов на одну страховую организацию. Небольшое число страховых агентов у страховой организации говорит о том, что страховая организация в большей степени ориентирована на страхование имущественных интересов юридических лиц, что с учётом массового характера уклонения от уплаты налогов предприятий в 1990-е годы, говорит о том, что значительная часть таких компаний была создана в первую очередь для проведения псевдостраховых операций, имеющих целью уклонение от уплаты налогов.
Правительство России в 2000-е годы предприняло ряд мер, направленных на борьбу с уклонением от уплаты налогов, и одним из направлений этих усилий стала борьба с так называемыми «схемными» страховыми компаниями, которые помогали предприятиям необоснованно сокращать налоги за счёт фиктивного страхования. Одной из мер, направленных на ликвидацию недобросовестных страховщиков, стало требование об увеличении минимального размера уставного капитала. С 1 июля 2004 года он должен был составлять 10 млн руб., с 1 июля 2006 года — 20 млн руб., а с 1 июня 2007 года — 30 млн руб. для страховых компаний, которые не занимаются страхованием жизни, 60 млн руб. для компаний, которые занимаются страхованием жизни и 120 млн руб. для компаний, принимающих на перестрахование риски других страховщиков.
Этот же метод был позже использован и в 2010-е годы. Так, с 1 января 2012 года требования к размеру уставного капитала страховой компании были в очередной раз увеличены: для универсальных страховщиков — до 120 млн руб., для страховщиков жизни — до 240 млн руб., для перестраховщиков — до 480 млн руб., для медицинских страховщиков — с 30 млн руб. до 60 млн руб.
1 января 2017 вступили в силу новые требования к минимальному размеру уставного капитала страховщиков: для универсальных страховщиков он был увеличен до 200 млн руб., для медицинских страховщиков — до 240 млн руб. При этом остались на прежнем уровне требования к минимальному размеру уставного капитала страховщиков жизни (240 млн руб.) и перестраховщиков (480 млн руб.).

## Меры господдержки развития страхового рынка
Параллельно с борьбой против страховых организаций, способствующих уклонению от уплаты налогов, с начала 2000-х годов государство начало развивать полноценный рынок страховых услуг, вводя новые виды обязательного страхования:
- 1 июля 2003 года вступил в силу закон, обязывающий каждого владельца транспортного средства купить полис ОСАГО[11].
- 1 января 2012 года вступил в силу закон об обязательном страховании гражданской ответственности владельцев опасных производственных объектов[12]. В 2014 году сборы по этому виду обязательного страхования составили 6,6 млрд руб.[13]. Выплаты по этому виду страхования за 2014 год составили 256 477 тыс. руб., то есть, 3,86 % от сборов по этому виду страхования[3]. Несмотря на снижение тарифов в 2015 году, уровень выплат по этому виду страхования за 2015 год даже немного снизился — до 3,68 %[3].
- 1 января 2013 года вступил в силу закон об обязательном страховании гражданской ответственности перевозчиков пассажиров автобусным, троллейбусным, трамвайным, железнодорожным, воздушным, внутренним водным и морским транспортом[14]. В 2014 году сборы по этому виду обязательного страхования составили 3,5 млрд руб.[15]. Объём выплат по этому виду страхования за 2014 год остаётся неизвестным, поскольку соответствующие данные не опубликовал ни национальный союз страховщиков ответственности в своём годовом отчёте за 2014 год[16], ни Центральный Банк Российской Федерации в официально опубликованной статистике за 2014 год[3].

## Влияние внешне- и внутриполитических факторов на страховой рынок России
В 2015 году для страховых компаний существенно подорожало перестрахование из-за девальвации рубля. Что же касается влияния внешнеполитических и экономических санкций в отношении России, то если в октябре 2014 года Росбизнесконсалтинг говорил о том, что они носят лишь символический характер, оказывающий влияние на имидж и деловую репутацию, и что при этом сохраняется неопределённость относительно того, какие именно санкции и каким образом повлияют на российский страховой рынок, то уже в апреле 2015 года стало понятно, что эти санкции поставили российских страховщиков перед необходимостью поиска новых перестраховщиков крупных рисков и подталкивают их к развитию сотрудничества с новыми партнёрами из Азии, Африки и Латинской Америки. Для решения проблемы с невозможностью перестрахования крупных рисков у зарубежных перестраховщиков из-за санкций Министерство финансов России и Центральный Банк России договорились о создании государственной перестраховочной компании, которая заработала в октябре 2016 года под названием Национальная перестраховочная компания (позже была переименована в Российскую национальную перестраховочную компанию, РНПК). Оплаченный уставный капитал размером 21,3 млрд руб и гарантии Банка России до 71 млрд руб позволяют РНПК страховать очень крупные риски. При этом все страховые организации обязаны предлагать РНПК в перестрахование не менее 10% доли всех передаваемых в перестрахование рисков. При этом РНПК не в праве отказаться от перестрахования «санкционных рисков» - т.е. страховых рисков по объектам или от организаций, включенных в санкционные списки Евросоюза или США.
Помимо санкций как одной из внешних проблем для российского страхового рынка, стоит отметить и внутренние проблемы. Прежде всего, следует упомянуть кризис на рынке ОСАГО как на социально значимом рынке. Если в 2006 году страховщиков ОСАГО штрафовали за подарки, которые они дарили покупателям полисов ОСАГО, то в 2015 году страховщиков штрафовали за отказы от продажи полисов ОСАГО и за навязывание полисов по добровольным видам страхования в дополнение к полисам ОСАГО. Такая ситуация возникла из-за того, что ОСАГО стало приносить убытки страховым компаниям из-за неадекватных тарифов и изменения правоприменения и судебной практики по взысканию со страховых компаний выплат по ОСАГО.
4 марта 2011 года указом Президента России Федеральная служба страхового надзора была упразднена, а её функции переданы Федеральной Службе по Финансовым Рынкам (ФСФР). 1 сентября 2013 года указом Президента России Федеральная Служба по Финансовым Рынкам была упразднена, а её функции переданы Центральному Банку России. При этом никогда раньше в истории Российской Федерации страховую отрасль не регулировали банкиры — Федеральная Служба Страхового Надзора существовала с марта 2004 по март 2011, а до её создания её функции выполнял Департамент страхового надзора Министерства финансов России.
Сразу после получения Центральным Банком России полномочий по регулированию страхового рынка председатель комитета Государственной Думы по финансовым рынкам Наталья Бурыкина стала выноситься на публичное обсуждение дурные и абсолютно непрофессиональные инициативы, выдававшие её невежество в вопросах регулирования страхового рынка. Так в октябре 2013 она внесла законопроект о совмещении обязательного вида страхования ОСАГО с добровольным видом страхования каско, который подвергся резкой критике со стороны страхового сообщества. Причём в качестве одного из аргументов в пользу такого объединения Бурыкина на полном серьёзе говорила о снижении стоимости страхования для конечного покупателя из-за экономии на бланке полиса, притом, что себестоимость полиса ОСАГО составляет около 5 рублей. Кроме того, Бурыкина предложила ввести франшизу в ОСАГО, что в случае реализации этого предложения могло привести к снижению и без того невысокого качества обслуживания по ОСАГО. В июле 2014 после вступления в силу очередных поправок в закон об ОСАГО, повышающих страховые суммы, выяснилось, что Гознак не успеет напечатать нужное количество новых бланков полисов ОСАГО с новой страховой суммой, а Российский Союз Автостраховщиков не успеет распределить эти бланки по страховым компаниям до даты вступления в силу указанных поправок, в результате чего было принято решение об оформлении договоров ОСАГО на бланках старого образца с прежней страховой суммой, но чтобы при этом по этим же полисам, оформленным после вступления в силу указанных поправок, выплаты осуществлялись по новым правилам. А в июне 2014 года всё та же Наталья Бурыкина внесла в Государственную Думу законопроект, предусматривавший повышение страховых сумм по ОСАГО без увеличения страховых тарифов. Когда же на публичном обсуждении этого законопроекта против этого выступил даже заместитель председателя Центрального Банка, указав на то, что это приведёт к разорению страховых компаний и к их уходу с рынка ОСАГО, Наталья Бурыкина призвала к созданию госкомпании, желая вернуть страховой рынок к состоянию 1988 года. После этого Центральный Банк России, повысивший страховые суммы и тарифы на ОСАГО таким образом, что этот вид страхования продолжил приносить убытки страховым компаниям, в мае 2015 на 2 недели приостанавливал лицензию на ОСАГО у лидера этого рынка — компании Росгосстрах, доля которой в сборах по ОСАГО составила 34,9 % за 2014 год и 36 % в первом квартале 2015 года.
Ещё одной проблемой страхового рынка является другой вид обязательного страхования — обязательное страхование гражданской ответственности владельцев опасных производственных объектов. Закон об этом виде обязательного страхования страховщики предлагали ввести довольно давно — первое чтение этот закон прошёл в 2005 году, после чего он был успешно заморожен промышленными лоббистами. И лишь крупные аварии на промышленных объектах (авария на Саяно-Шушенской ГЭС в 2009, приведшая к гибели 75 человек, и авария на крупнейшей угольной шахте России — Распадской — в мае 2010 года, приведшая к гибели 91 человека) дали побудительный мотив к его принятию. Из-за низкого уровня убыточности этого вида страхования Центральный Банк России в 2015 году анонсировал снижение тарифов на этот вид страхования. По словам президента Национального Союза Страховщиков Ответственности низкий уровень выплат по этому виду страхования вызван как неосведомлённостью пострадавших, которые не обращаются за выплатами, так и тем, что владельцы опасных производственных объектов скрывают небольшие аварии: в то время как по общемировой статистике на одного погибшего в аварии на опасном производственном объекте приходится 10 раненых, в России на одного погибшего приходится только один раненый.
Для решения проблемы низкого уровня выплат по обязательному страхованию владельцев опасных производственных объектов чиновники Центрального Банка Российской Федерации решили пойти по пути снижения тарифов, однако как для страхового рынка, так и для потерпевших более актуальным является повышение максимальных страховых сумм. Так, например, в Москве 16 ноября 2014 года в результате аварии на газопроводе сгорело 18 квартир, а максимальный размер выплаты по обязательному страхованию гражданской ответственности владельца опасного объекта каждому собственнику квартиры составляет всего 360 000 руб., и к тому же общая сумма выплаты ограничена 25 млн руб.